# Врбас
Врбас (серб. Врбас) — город в Сербии в крае Воеводина, в исторической области Бачка.

## Население
Население города Врбас — 25 907 жителей, общины Врбас — 45 852 (2002). В основном в городе и общине проживают сербы и черногорцы.
Национальное деление города:
- Сербы — 10670 (41,18 %)
- Черногорцы — 7785 (30,04 %)
- Венгры — 2003 (7,73 %)
- Русины — 1478 (5,70 %)
- Украинцы — 745 (2,87 %)
- Югославы — 529 (2,04 %)
- Хорваты — 427 (1,64 %)

Средний возраст — 38,1 лет.

## История
Первое поселение на месте современного Врбаса датируется 1213 годом, хотя сам Врбас впервые упоминается в 1387 году. Также найдены остатки кельтских стоянок IV века нашей эры. 
Долгое время здесь проживали в основном сербы, но в 1720-х годах появились немцы и венгры. В 1735 году во Врбасе открыта Сербская церковная школа, в 1765 году — русинская школа, в 1790 году — государственная школа.
В 1983—1992 годах город назывался Титов Врбас.

## Известные уроженцы
- Предраг Бадняревич (1963—2023) — сербский баскетбольный тренер.

## Почётные граждане
- Владимир Путин — президент Российской Федерации (на момент присвоения звания — премьер-министр)[источник не указан 353 дня].